# Slide (dansa)
|  | Si cerqueu altres usos, vegeu Slide. |

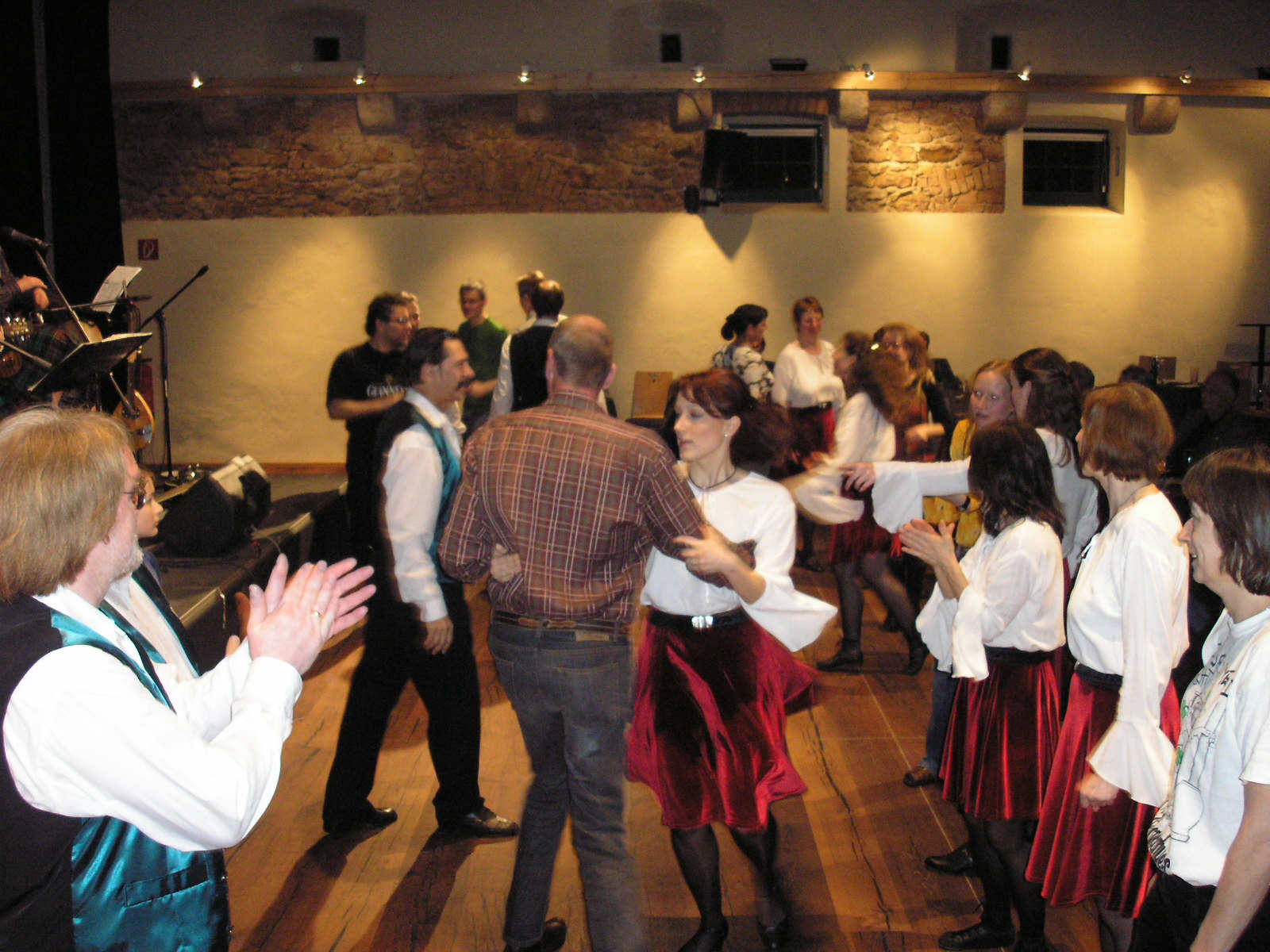
Ballarins practicant slide en un local irlandès.

El slide és una dansa folklòrica de la música tradicional irlandesa, coneguda també com a simple gig. Va guanyar popularitat per primera vegada a Irlanda del segle XVI i a parts de Gran Bretanya.
En realitat és un dels tres tipus bàsics de giga. Sol estructurar-se en un compàs de 6/8 i, ocasionalment, de 12/8.
El nom slide deriva del moviment dels ballarins al lliscar els seus peus ("lliscar" és "slide" en anglès).
La diferència fonamental amb la giga doble consisteix que en la slide predomina la seqüència negra - corxera en cada part del compàs, mentre que en la giga és predominant el trio de corxeres.